# 장지항 (여수시)
장지항은 전라남도 여수시 남면 심장리 장지마을에 있는 어항이다. 2007년 8월 8일 어촌정주어항으로 지정하여 관리하고 있다. 시설관리자는 여수시장이다.

## 어항 구역
- 수역: 북위 34°29′11″, 동경 127°47′38″의 지점에서 N65°E방향으로 155m점과 이 점에서 N25°W방향으로 65m점과 이 점에서 N65°E방향으로 155m점과 이 점에서 N25°W방향으로 육지부를 연결하는 선을 따라 형성된 공유수면[1]

## 어항 시설
- 방파제 128m, 선착장 199m, 부잔교 1기

## 기본 계획
- 방파제 128m, 선착장 199m, 부잔교 1기[1]

## 정비 계획
- 선착장 보강[2]

## 주요 어종
- 전복